# Velesila
Velesila ali Supersila je izraz, ki se uporablja za opis države s prevladujočim položajem v mednarodnih odnosih. Za takšno državo je značilno, da ima edinstveno sposobnost izvajanja vpliva in moči na globalni ravni. To počne z uporabo tehnoloških, kulturnih, vojaških in gospodarskih sredstev ter z diplomacijo.